# Synchiropus grandoculis
Synchiropus grandoculis är en fiskart som beskrevs av Hans W. Fricke 2000. Synchiropus grandoculis ingår i släktet Synchiropus och familjen sjökocksfiskar. IUCN kategoriserar arten globalt som livskraftig. Inga underarter finns listade i Catalogue of Life.